# 1012
1012 (MXII) var ett skottår som började en tisdag i den julianska kalendern.

## Händelser

### April
- 19 april – Ärkebiskop Alphege av Canterbury mördas av sina danska tillfångatagare.

### Maj
- 18 maj – Sedan Sergius IV har avlidit en vecka tidigare väljs Theophylactus till påve och tar namnet Benedictus VIII. I protest mot detta väljs Gregorius VI till motpåve, men avlider efter ett halvår.[1]

### Okänt datum
- Den norske ladejarlen Erik Håkansson avgår från posten och överlämnar den till sin son Håkon. Eriks bror Sven fortsätter därmed att tillsammans med Håkan styra över Norge som ställföreträdare för den danske kungen Sven Tveskägg.
- Mael Morda inleder ett uppror mot Brian Boru på Irland, vilket pågår fram till 1014 då det avslutas genom Slaget vid Clontarf.
- Suleiman återinträder som umayyadisk kalif av Córdoba och efterträder så Hisham II.
- Kung Ethelred betalar danegäld.
- Oldrich efterträder Jaromir som hertig av Böhmen.
- Den fatimidiske kalifen al-Hakim beordrar att alla judiska och kristna helgedomar ska förstöras.

## Födda
- Benedictus IX, född Teophylactus, påve 1032–1044, 1045 och 1047–1048 (född detta år eller 1005).
- Rajendra I, kung i Cholariket.
- Marpa, tibetansk översättare av heliga texter.
- Guo (Renzong), kinesisk kejsarinna.

## Avlidna
- 19 april – Alphege ärkebiskop av Canterbury.
- 12 maj – Sergius IV, född Pietro Martino Boccapecora, påve sedan 1009.
- 25 december – Gregorius VI, motpåve sedan 18 maj detta år.